# Айоди, Оскар
Оскар Айоди (англ. Oscar Ayodi, родился 21 сентября 1989 года в Вихиге) — кенийский регбист, выступающий на позиции центра. Участник летних Олимпийских игр 2016 года в составе сборной Кении по регби-7.

## Биография
По образованию микробиолог. Представлял клуб «Хоумбойз». За сборную Кении по регби-7 дебютировал в сезоне Мировой серии по регби-7 2012/2013, сыграв на этапах в ЮАР, Новой Зеландии и США (в Лас-Вегасе).
В 2016 году сборная Кении с Айоди в составе впервые выиграла этап Мировой серии по регби-7: кенийцы одержали победу на турнире в Сингапуре, победив в финале Фиджи (30:7). По итогам этого этапа Оскар Айоди и фиджиец Китионе Талига разделили приз самого ценного игрока. Айоди занёс по попытке в четвертьфинале против Франции (28:7) и в полуфинале против Аргентины (15:12), совершил 4 брейкдауна, 3 офф-лода и 10 захватов. В то же время в игре группового этапа против Шотландии (ничья 12:12) Айоди отметился нелепым поступком: совершая прорыв по правому флангу и готовясь занести мяч в зачётку, он издевательски поднял его над головой, держа мяч в правой руке, а пытаясь коснуться зачётного поля, зацепился за выставленную Скоттом Уайтом ногу и выронил мяч, лишив кенийцев гарантированной попытки.
В том же году Айоди был включён в заявку кенийской сборной на Олимпиаду в Рио-де-Жанейро: на играх сыграл 4 матча, а сборная заняла 11-е место.